# Commissario capo
Il commissario capo è un titolo utilizzato negli ordinamenti per designare funzionari di polizia. 
Nei paesi anglofoni è equiparabile approssimativamente al superintendent di Australia, Canada, Nuova Zelanda e Regno Unito (al superintendent of police di Nigeria, India, Pakistan; additional superintendent of police in Bangladesh). Il commissioner of police (o semplicemente commissioner; in alternativa a chief constable nelle 43 polizie al di fuori delle 2 di Londra) invece, è il funzionario posto al vertice di un corpo di polizia.
Altrove (specialmente in Francia paragonabile al commissaire principal, soppresso nel 2005, e nei paesi che ne hanno adottato il modello amministrativo, tra cui l'Italia) quello di commissario è un grado intermedio, assimilabile ad un ufficiale inferiore o superiore delle forze armate.

## Italia

### Forze di polizia
In Italia le qualifiche di vice commissario, commissario e commissario capo della Polizia di Stato, della Polizia Penitenziaria e del Corpo Forestale dello Stato equivalgono rispettivamente ai gradi di sottotenente, tenente e capitano dei Carabinieri e della Guardia di Finanza.

#### Polizia di Stato

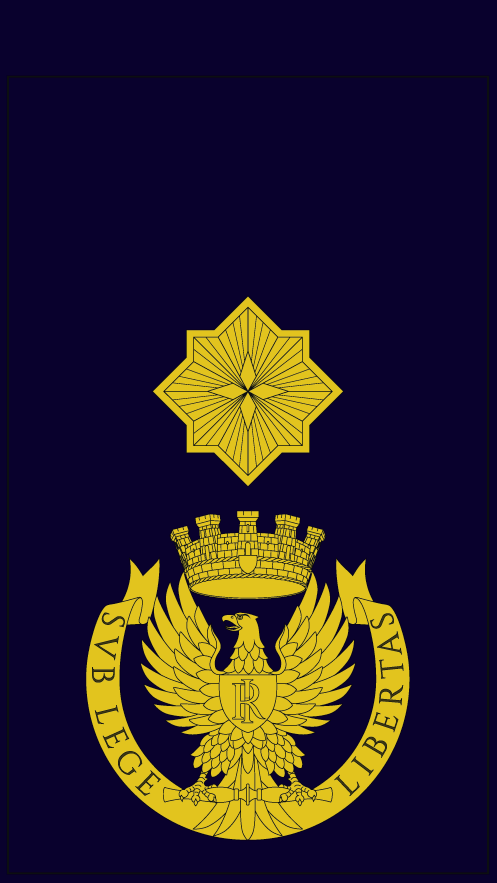
Distintivo di qualifica per controspallina di commissario capo della Polizia di Stato.

La qualifica di commissario capo per il ruolo ordinario e per quella del ruolo direttivo speciale (ovvero categoria quest'ultima riservata agli ispettori superiori vincitori di concorso interno alla Polizia), assume il nome di commissario capo tecnico per gli appartenenti al ruolo dei commissari tecnici e di medico principale per quelli del ruolo dei direttivi medici.

##### Ruolo ordinario
Assumono la qualifica di commissario capo secondo l'ordine della graduatoria di fine corso, i commissari che hanno superato l'esame finale presso la Scuola superiore di polizia e che, anche in relazione agli esiti del tirocinio operativo, sono stati dichiarati idonei al servizio dal direttore della scuola, sentito il comitato direttivo.

##### Ruolo direttivo speciale
La promozione a commissario capo del ruolo direttivo speciale si consegue, nel limite dei posti disponibili, mediante scrutinio per merito comparativo, al quale è ammesso il personale con la qualifica di commissario del ruolo direttivo speciale che abbia compiuto sei anni di effettivo servizio nella qualifica.

##### Ruolo dei direttori tecnici
Al termine del corso presso la Scuola superiore di polizia, i direttori tecnici che hanno ottenuto il giudizio di idoneità e superato l'esame finale prestano giuramento e sono confermati nel ruolo con la  qualifica di direttore tecnico principale secondo l'ordine della graduatoria di fine corso.

##### Ruolo dei direttivi medici
Al termine del corso i medici che hanno ottenuto il giudizio di idoneità e superato l'esame finale, prestano giuramento e sono
confermati nel ruolo professionale dei direttivi medici, con la qualifica di medico principale, secondo la graduatoria di fine corso.

#### Polizia penitenziaria

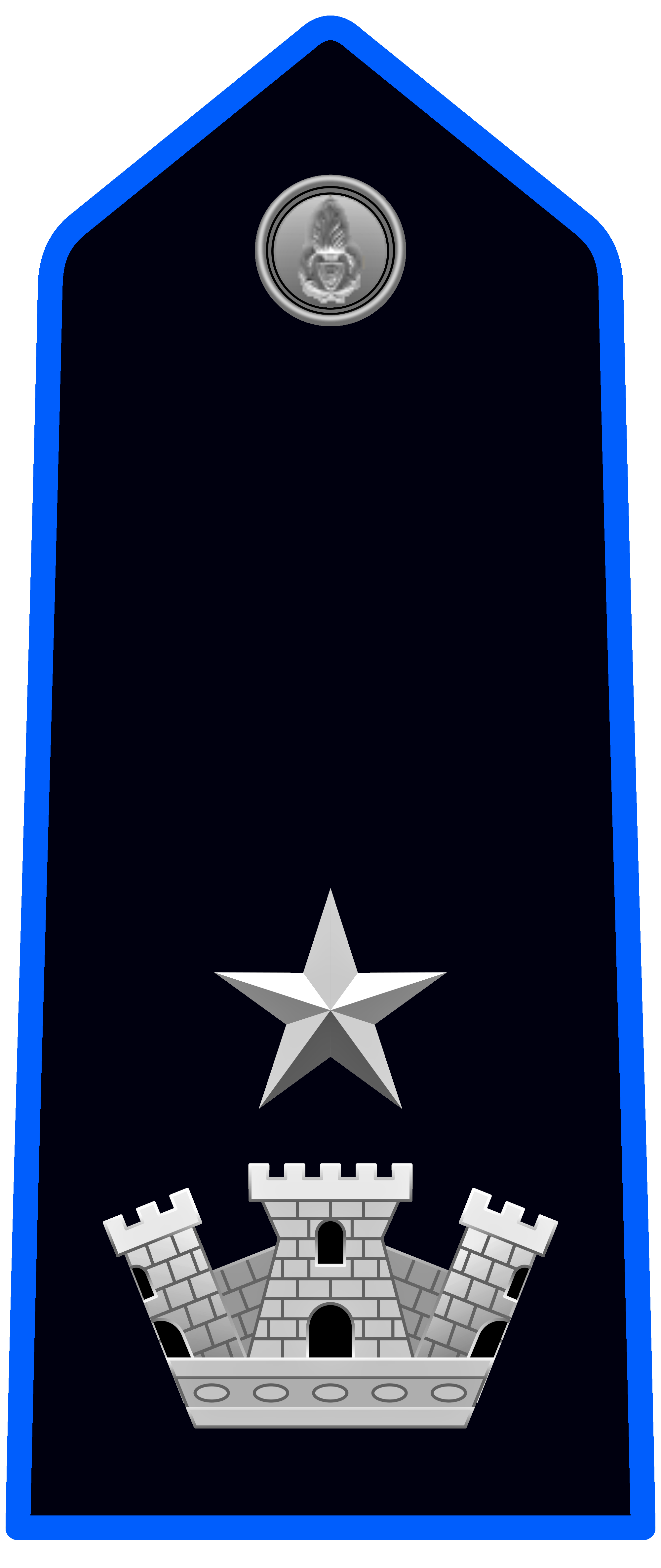

##### Ruolo direttivo ordinario
Assumono la qualifica di commissario capo di Polizia Penitenziaria, secondo l'ordine della graduatoria di fine corso, i commissari che hanno superato l'esame finale presso la Scuola Superiore dell'Esecuzione Penale, e che, anche in relazione agli esiti del tirocinio operativo, sono stati dichiarati idonei al servizio.

##### Ruolo direttivo speciale
La promozione alla qualifica di commissario capo del ruolo direttivo speciale del Corpo di polizia penitenziaria si consegue mediante scrutinio per merito comparativo, al quale è ammesso il personale con la qualifica di commissario penitenziario che abbia compiuto almeno sei anni di effettivo servizio nella qualifica.

#### Corpo forestale dello Stato

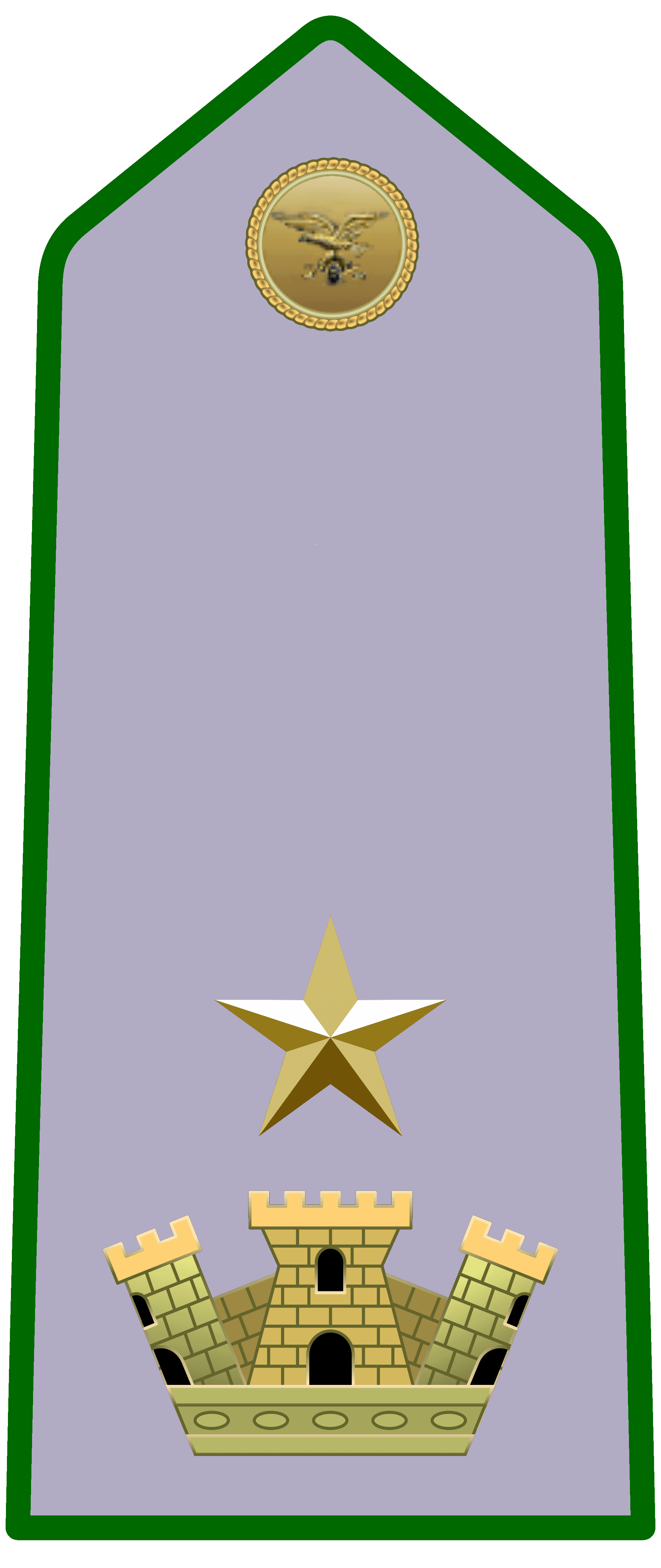

##### Ruolo direttivo dei funzionari
Assumo la qualifica di commissario capo forestale secondo l'ordine della graduatoria di fine corso, i commissari che hanno superato l'esame finale presso la Scuola superiore di polizia e che, anche in relazione agli esiti del tirocinio operativo, sono stati dichiarati idonei al servizio dal direttore della scuola, sentito il comitato direttivo.

##### Ruolo direttivo speciale
La promozione a commissario capo forestale del ruolo direttivo speciale si consegue, nel limite dei posti disponibili, mediante scrutinio per merito comparativo, al quale è ammesso il personale con la qualifica di commissario del ruolo direttivo speciale che abbia compiuto sei anni di effettivo servizio nella qualifica.

#### Corpo nazionale dei vigili del fuoco

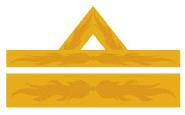
Distintivo di qualifica di direttore del Corpo nazionale dei vigili del fuoco.

##### Ruolo dei direttivi
Assumo la qualifica di direttori i vice direttori che al termine del secondo anno hanno superato l'esame finale del corso di formazione presso  l'Istituto Superiore Antincendi, che, anche in relazione agli esiti del tirocinio operativo, sono stati dichiarati idonei ai servizi di istituto, dopo aver prestato giuramento ed essere confermati nel ruolo dei direttivi con la qualifica di direttore secondo l'ordine della graduatoria di fine corso. Il giudizio di idoneità è espresso dal capo del Dipartimento dei vigili del fuoco, del soccorso pubblico e della difesa civile, su proposta del dirigente generale-capo del Corpo nazionale dei vigili del fuoco.

##### Ruolo dei direttivi medici
La promozione a direttore medico si consegue, a ruolo aperto, mediante scrutinio per merito comparativo al quale sono ammessi i vice direttori medici che abbiano compiuto due anni di effettivo servizio nella qualifica e non siano incorsi in alcuna delle cause di esclusione previste dalla normativa vigente.

##### Ruolo dei direttivi ginnico-sportivi
La promozione a direttore ginnico-sportivo si consegue, a ruolo aperto, mediante scrutinio per merito comparativo al quale sono ammessi i vice direttori ginnico-sportivi che abbiano compiuto due anni di effettivo servizio nella qualifica e non siano incorsi in alcuna delle cause di esclusione previste dalla normativa vigente.

##### Ruolo dei collaboratori e dei sostituti direttori amministrativo-contabili
La promozione alla qualifica di collaboratore amministrativo-contabile è conferita a ruolo aperto, secondo l'ordine di ruolo, dai vice collaboratori amministrativo-contabili che, alla data dello scrutinio, abbiano compiuto cinque anni di effettivo servizio nella qualifica e che, nel biennio precedente lo scrutinio medesimo, non abbiano riportato una sanzione disciplinare più grave della sanzione pecuniaria.

### Comparazione con i gradi delle forze armate italiane
Nei corpi di polizia i "gradi" sono stati sostituiti dalle "qualifiche" solo in parte corrispondenti ai gradi militari vigenti nell'Esercito Italiano, nell'Arma dei Carabinieri e nella Guardia di Finanza. Il decreto legislativo 15 marzo 2010, n. 66, ovvero il "codice dell'ordinamento militare", con l'art.632 "corrispondenza dei gradi militari con le qualifiche degli appartenenti alle Forze di polizia a ordinamento civile", ha fissato la seguente equiparazione:

Distintivo per controspallina di capitano dell'Esercito Italiano
Distintivo per controspallima di primo capitano dell'Esercito Italiano
Distintivo per paramano da tenente di vascello della Marina Militare
Distintivo per paramano di primo tenente di vascello della Marina Militare
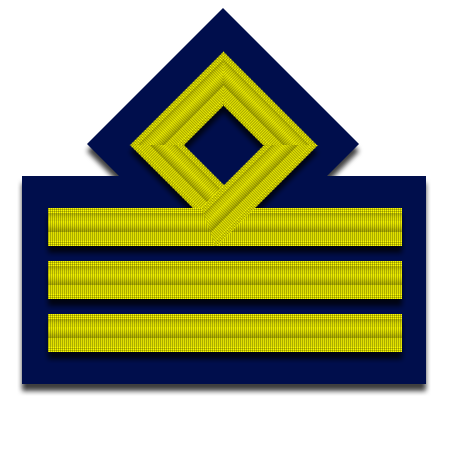
Distintivo per paramano di capitano dell'Aeronautica Militare
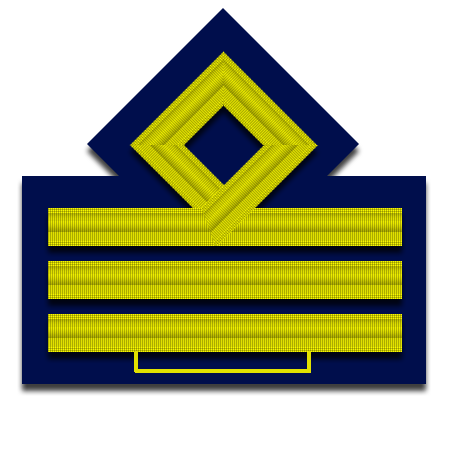
Distintivo per paramano di primo capitano dell'Aeronautica Militare
Distintivo per controspallina di capitano dell'Arma dei Carabinieri
Distintivo per controspallina di primo capitano dell'Arma dei Carabinieri

### Comparazione con le qualifiche dei corpi ad ordinamento militare

Distintivo di grado per controspallina di capitano della Guardia di Finanza
Distintivo di grado per controspallina di primo capitano della Guardia di Finanza
Distintivo di grado per controspallina di capitano del Corpo militare volontario della Croce Rossa Italiana
Distintivo per controspallina di primo capitano del Corpo militare volontario della Croce Rossa Italiana
Distintivo di grado per controspallina di vice ispettrice di centro di mobilitazione e ispettrice provinciale del Corpo delle Infermiere Volontarie della Croce Rossa Italiana